# 리고동

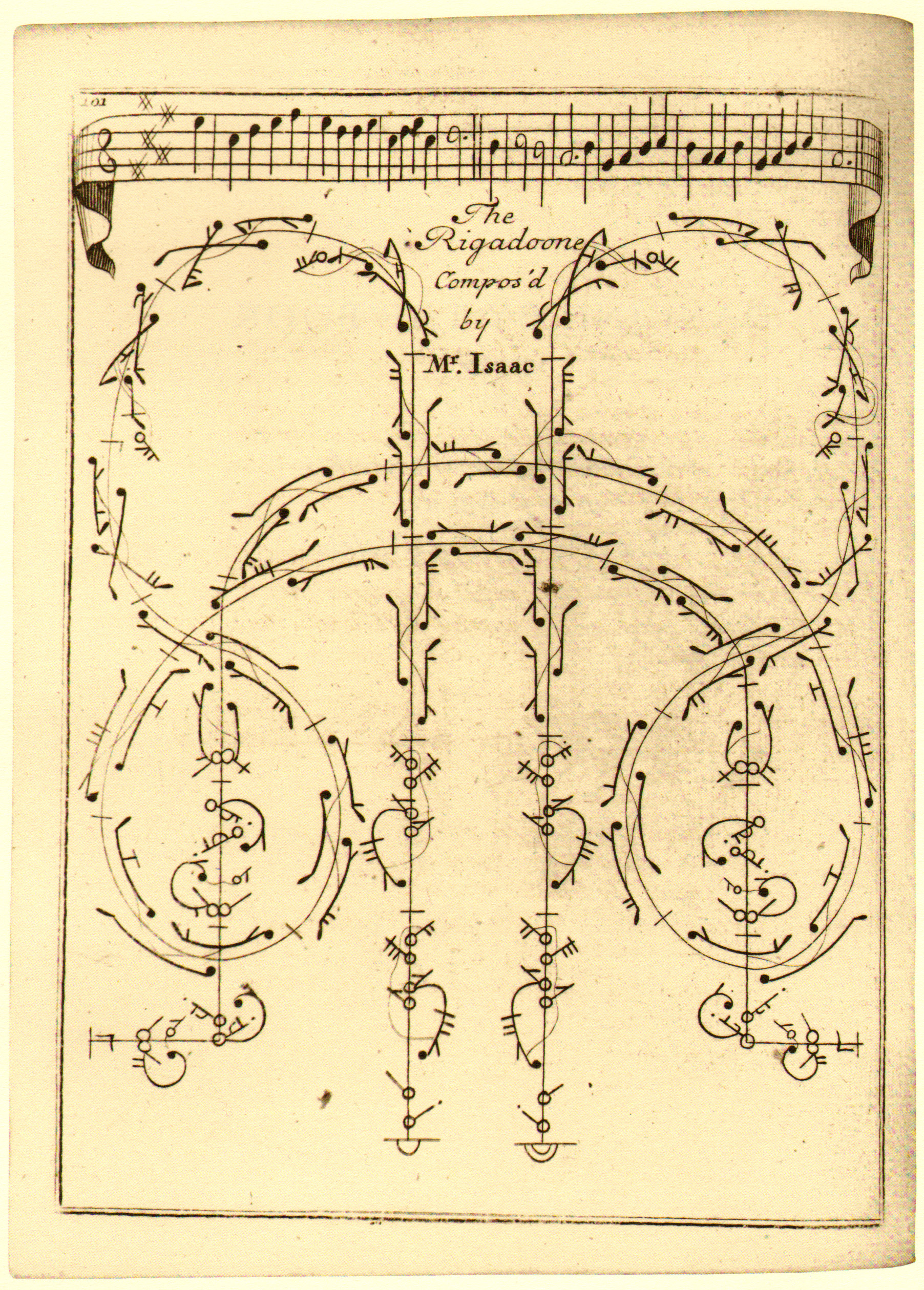

리고동(Rigaudon)은 2/4박자 또는 4/4박자의 춤곡이다.
남프랑스의 프로방스 지방에서 시작되었다. 루이 13세 때 파리에서 공연되었고, 그 후 영국에도 소개되어 유행하였다. 전체가 3∼4부분으로 구성되며, 소절의 제3박째 또는 제4박째부터 시작하는 것이 보통이다. 17∼18세기 발레나 모음곡에 사용되었으며, 요한 세바스티안 바흐의 모음곡에도 유명한 리고동이 많이 사용되었다. 에드바르 그리그나 모리스 라벨도 자주 사용하였다.